# Ángel Cabrera (calciatore)
Angel Rubén Cabrera Noriega (10 febbraio 1996) è un calciatore guatemalteco, centrocampista del Cobán Imperial.

## Carriera

### Club
Ha giocato nella massima serie guatemalteca.

### Nazionale
Nel 2018 ha esordito in nazionale.

## Statistiche

### Cronologia presenze e reti in nazionale
| Cronologia completa delle presenze e delle reti in nazionale ― Guatemala | Cronologia completa delle presenze e delle reti in nazionale ― Guatemala | Cronologia completa delle presenze e delle reti in nazionale ― Guatemala | Cronologia completa delle presenze e delle reti in nazionale ― Guatemala | Cronologia completa delle presenze e delle reti in nazionale ― Guatemala | Cronologia completa delle presenze e delle reti in nazionale ― Guatemala | Cronologia completa delle presenze e delle reti in nazionale ― Guatemala | Cronologia completa delle presenze e delle reti in nazionale ― Guatemala |
| Data                                                                     | Città                                                                    | In casa                                                                  | Risultato                                                                | Ospiti                                                                   | Competizione                                                             | Reti                                                                     | Note                                                                     |
| ------------------------------------------------------------------------ | ------------------------------------------------------------------------ | ------------------------------------------------------------------------ | ------------------------------------------------------------------------ | ------------------------------------------------------------------------ | ------------------------------------------------------------------------ | ------------------------------------------------------------------------ | ------------------------------------------------------------------------ |
| 15-8-2018                                                                | Città del Guatemala                                                      | Guatemala                                                                | 3 – 0                                                                    | Cuba                                                                     | Amichevole                                                               | -                                                                        | 32’                                                                      |
| 15-11-2018                                                               | Netanya                                                                  | Israele                                                                  | 7 – 0                                                                    | Guatemala                                                                | Amichevole                                                               | -                                                                        | 45+1’                                                                    |
| 7-3-2019                                                                 | Los Angeles                                                              | El Salvador                                                              | 3 – 1                                                                    | Guatemala                                                                | Amichevole                                                               | -                                                                        | 45+1’                                                                    |
| Totale                                                                   |                                                                          | Presenze                                                                 | 3                                                                        |                                                                          | Reti                                                                     | 0                                                                        |                                                                          |